# Encyclopedia Americana
Encyclopedia Americana là một trong những bách khoa toàn thư tổng quan bằng tiếng Anh lớn nhất. Sau khi mua lại Grolier vào năm 2000, bách khoa toàn thư đã được Tổng công ty Scholastic (Scholastic Corporation) xuất bản.
Bách khoa toàn thư có hơn 45.000 bài, đa số chúng có hơn 500 từ, và nhiều bài có chiều dài đáng kể (ví dụ bài viết "Hoa Kỳ" có trên 300.000 từ). Phạm vi nghiên cứu về địa lý và lịch sử của Mỹ và Canada là một sức mạnh truyền thống. Được viết bởi 6.500 người đóng góp, Encyclopedia Americana bao gồm hơn 9.000 tài liệu tham khảo, 150.000 tài liệu tham khảo chéo, 1.000 bảng, 1.200 bản đồ và gần 4.500 màu đen và trắng. Nó cũng có 680 factboxes. Hầu hết các bài viết đều được ký bởi những người đóng góp của bài.